# 蒋路乡
蒋路乡是中国陕西省咸阳市泾阳县下辖的一个乡。

## 行政区划
蒋路乡下辖以下行政区：
徐家崖村、姚家村、马家村、安吴村、张沟村、蒋路村、甘泽堡村、高村、东山庄村、薛家村、罗圈崖村、蒙家沟村